# Snatch Magazine
Pour les articles homonymes, voir Snatch.
Snatch Magazine est un magazine mensuel générationnel français créé en 2009 et arrêté en septembre 2015.   

## Historique et contenu
D'abord gratuit, le magazine est devenu payant en 2010. Il devient également mensuel à partir de février 2014. 
Il est édité par Snatch éditions qui produit par ailleurs le Petit Snatch (un journal de douze pages extraites du numéro de Snatch Magazine en cours), Centre Commercial, BWGH le magazine, Greenroom Paper et Kiss Kiss Papier. 
Le magazine, qui se destine aux jeunes actifs urbains de 20-35 ans, a pour slogan « Le magazine des bons et des méchants ».  
« Avec des articles légers faits avec humour comme des articles de fond traités avec sérieux et rigueur », Snatch Magazine comporte des enquêtes, des reportages et des dossiers sur des sujets de société alternatifs, mais également des portraits et des interviews des acteurs de la culture et de la mode. 

## Équipe
- Directeur de publication : Vincent Desailly
- Rédacteurs en chef : Raphaël Malkin, Loïc H. Rechi
- Directeur artistique : Jade Lombard (2015), Majan Dutertre (2013, 2014) et Alexandre Lelarge (2013).